# Diana Spencer
Diana Frances Spencer (Sandringham, 1 juli 1961 – Parijs, 31 augustus 1997), in de volksmond Lady Di, was de eerste echtgenote van de latere Britse koning Charles III en is de moeder van de prinsen William en Harry.

## Biografie

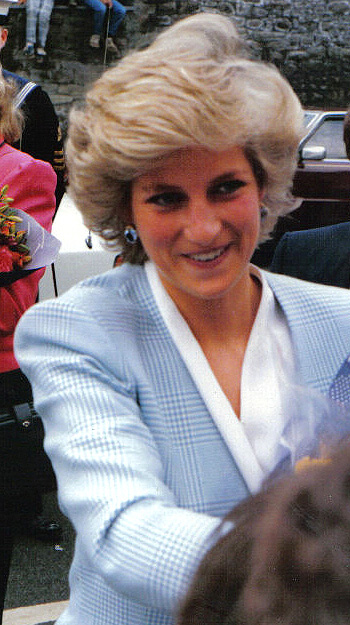
Diana, Prinses van Wales, 1987

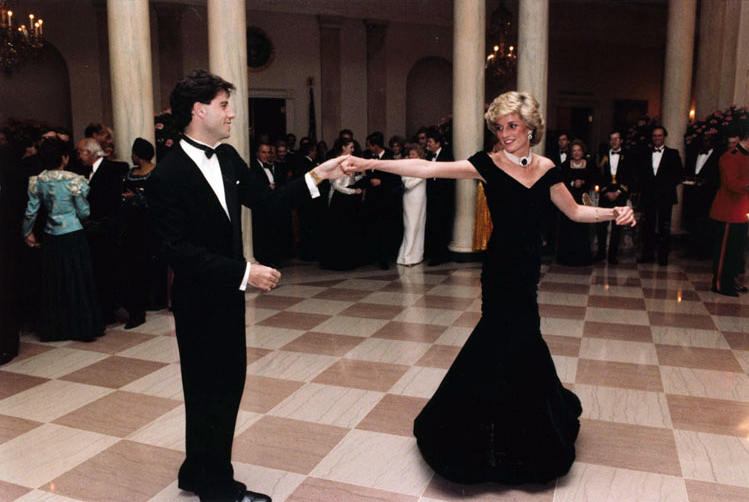
Diana, Prinses van Wales dansend op een bal in het Witte Huis met John Travolta, 1985

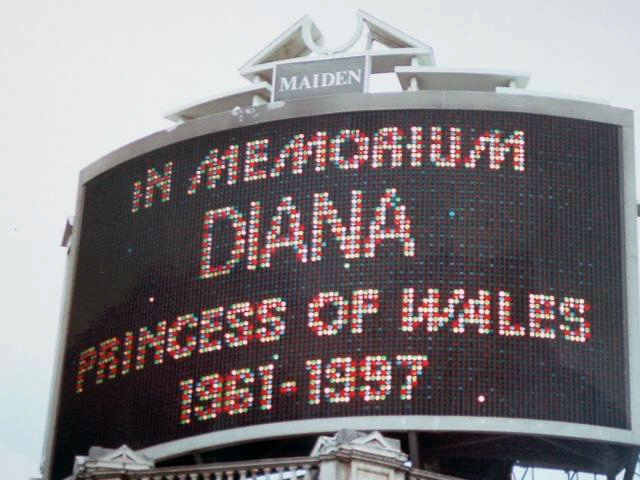
Piccadilly Circus, 6 september 1997

Diana was de jongste dochter van de Hon. Frances Ruth Burke-Roche (dochter van de 4de baron Fermoy) en John Spencer, 8ste graaf Spencer, viscount Althorp, waardoor Diana afstamde van vele koningen van Engeland. Ze was ook een afstammeling van de (Zuid-)Nederlandse (Vlaamse) koopman Samuel Godin. Diana had twee zusters, Sarah en Jane en een broer, Charles.
Na de dood van haar grootvader aan vaders zijde, de zevende graaf Spencer in 1975, werd lord Althorp de achtste graaf Spencer en zijn dochter kreeg de titel 'Lady Diana Spencer', vaak verkort tot 'Lady Di'. Ze kreeg haar opleiding in Norfolk en aan een kostschool in Kent en werd beschouwd als een gemiddelde leerlinge. Toen ze 16 jaar was, ging ze naar het Institut Alpin Videmanette, in Rougemont, Zwitserland, voor het laatste jaar van haar opleiding.

### Prinses van Wales
In 1980, toen ze 19 jaar oud was, werd ze opgemerkt door de prins van Wales, Prins Charles, die haar uitnodigde voor een polowedstrijd. Een romance begon en het stel verloofde zich op 24 februari 1981. Zij trouwden op 29 juli hetzelfde jaar onder grote publieke belangstelling in de St Paul's Cathedral in Londen.
De nieuwe prinses werd enorm populair en was zeer geliefd. Ze werd beschermvrouwe van vele projecten en tijdens deze periode groeide haar kledingcollectie, die later geveild zou worden voor het goede doel.
Diana kreeg twee kinderen: prins William (1982) en prins Harry (1984). Beide kinderen werden opgevoed met de nodige zorg en de prinses waakte zelf over de kwaliteit van hun opvoeding.

### Scheiding
Aan het begin van de jaren negentig liep het huwelijk op de klippen, deze scheiding werd breed uitgemeten in de Britse en internationale pers en bracht het Britse hof in verlegenheid. In een interview vertelde de prinses dat haar echtgenoot haar al voor het huwelijk bedroog met Camilla Parker Bowles. De prins kende Camilla reeds lang voor zijn huwelijk. Op hun huwelijksreis droeg prins Charles manchetknopen met daarin de initialen van Camilla Parker Bowles gegraveerd.
Het koppel besloot in 1992 uit elkaar te gaan, al werd de scheiding pas in 1996 afgerond. Vele Britten wezen met een beschuldigende vinger naar de prins en zijn entourage.
De prinses verloor haar predicaat koninklijke hoogheid en trok zich terug uit het Britse Hof.

### Inzet voor goede doelen
Aan het eind van de jaren tachtig kreeg ze steeds meer bekendheid voor haar steun aan goede doelen. Ze heeft veel betekend in campagnes tegen het gebruik van landmijnen en in het verminderen van het stigma rondom Aids. In 1995 ontving ze de Humanitarian of the Year award.

### Het auto-ongeluk
Diana overleed op 31 augustus 1997 om 4.00 uur in het Hôpital de la Salpêtrière in Parijs. Omstreeks 0.22 uur die dag was zij als passagiere betrokken bij een auto-ongeluk in een tunnel bij de Pont de l'Alma in Parijs, samen met haar vriend Dodi Al-Fayed, de bestuurder van de auto Henri Paul en bodyguard Trevor Rees-Jones. Rees-Jones was de enige overlevende. De auto, een Mercedes S280, was – op de vlucht voor paparazzi – op weg naar het appartement van Al-Fayed. Met een snelheid van circa 105 km/u reed de auto tegen de dertiende pilaar in de tunnel. Paul en Al-Fayed waren op slag dood. Geen van de passagiers droeg een autogordel.
Op 14 december 2006 bracht de Britse politie een rapport naar buiten, waarin stond dat haar dood een ongeluk betrof. Een Britse rechtbankjury bevestigde dit oordeel op 7 april 2008. Als schuldige werd de chauffeur aangewezen, die een hoger alcoholpromillage had dan wettelijk was toegestaan en daarbij onvoorzichtig en te hard had gereden.
Haar dood veroorzaakte een bijzondere publieke rouwperiode, waarbij de prinses lag opgebaard in de Chapel Royal van St. James's Palace. Premier Blair noemde haar de "people's princess" (prinses van het volk). Naar schatting zes miljoen mensen waren getuige van de begrafenisplechtigheden die op 6 september plaatsvonden. Diana werd begraven in Althorp in Midden-Engeland, op een eiland in het midden van een meer op het familielandgoed waar ze opgegroeid was, sinds 1992 eigendom van haar broer. Bezoekers kunnen om het meer lopen en een tentoonstelling over Diana bekijken in een bezoekerscentrum.

### Na 1997
Op 6 juli 2004 werd de Prinses Diana-herdenkingsfontein onthuld in Hyde Park (Londen) in de vorm van een ovale ring van steen.
Haar zonen William en Harry organiseerden tien jaar na haar dood op haar geboortedag op 1 juli 2007 het Concert for Diana in het nieuwe Wembley, met als gasten bands uit haar tijd en bands van nu die voldeden aan haar muzieksmaak zoals Elton John, Duran Duran en Nelly Furtado.
In de Guards Chapel te Londen werd op 31 augustus 2007 op initiatief van haar beide zoons herdacht dat Diana tien jaar daarvoor was overleden. Zij hielden daar een toespraak.